# Кондратьев, Андрей Семёнович
Андрей Семёнович Кондратьев (31 мая 1913, д. Юдино, Московская область — 25 мая 1976, Москва) — советский скульптор. Профессор МВХПУ. Автор памятника Черепановым в Нижнем Тагиле.

## Биография
Родился 31 мая 1913 года в деревне Юдино Московской области. В 1932—1939 годах учился в Ленинграде на скульптурном факультете Института живописи, скульптуры и архитектуры у В. А. Синайского. Дипломная работа — «Колхозница-ударница» (руководитель А. Т. Матвеев, оценка «хорошо»).
После окончания института жил и работал в Ленинграде. С 1939 года принимал участие в художественных выставках. В 1941—1944 годах, во время Великой Отечественной войны, находился в эвакуации с Союзом художников в Свердловске. Там он выполнил ряд скульптурных произведений, посвящённых воинам. Затем переехал в Москву.
Множество произведений А. С. Кондратьева связано с Великой Отечественной войной. После окончания войны по заданию правительства он выполнил ряд бюстов дважды Героев Советского Союза, которые были установлены на их родине. Существенное место в его творчестве занимал образ В. И. Ленина. Одним из самых значительных произведений А. С. Кондратьева стал памятник Черепановым в Нижнем Тагиле (1956, архитектор А. В. Сотников).
В 1949—1976 годах А. С. Кондратьев преподавал в МВХПУ. Профессор кафедры архитектурно-декоративной пластики с 1967 года. Автор неизданного методического пособия «Основные закономерности академического этюда» (1961).
Умер в Москве 25 мая 1976 года. Похоронен на Ваганьковском кладбище (участок 46).

## Работы
Композиции

Памятник С. М. Кирову в Пятигорске

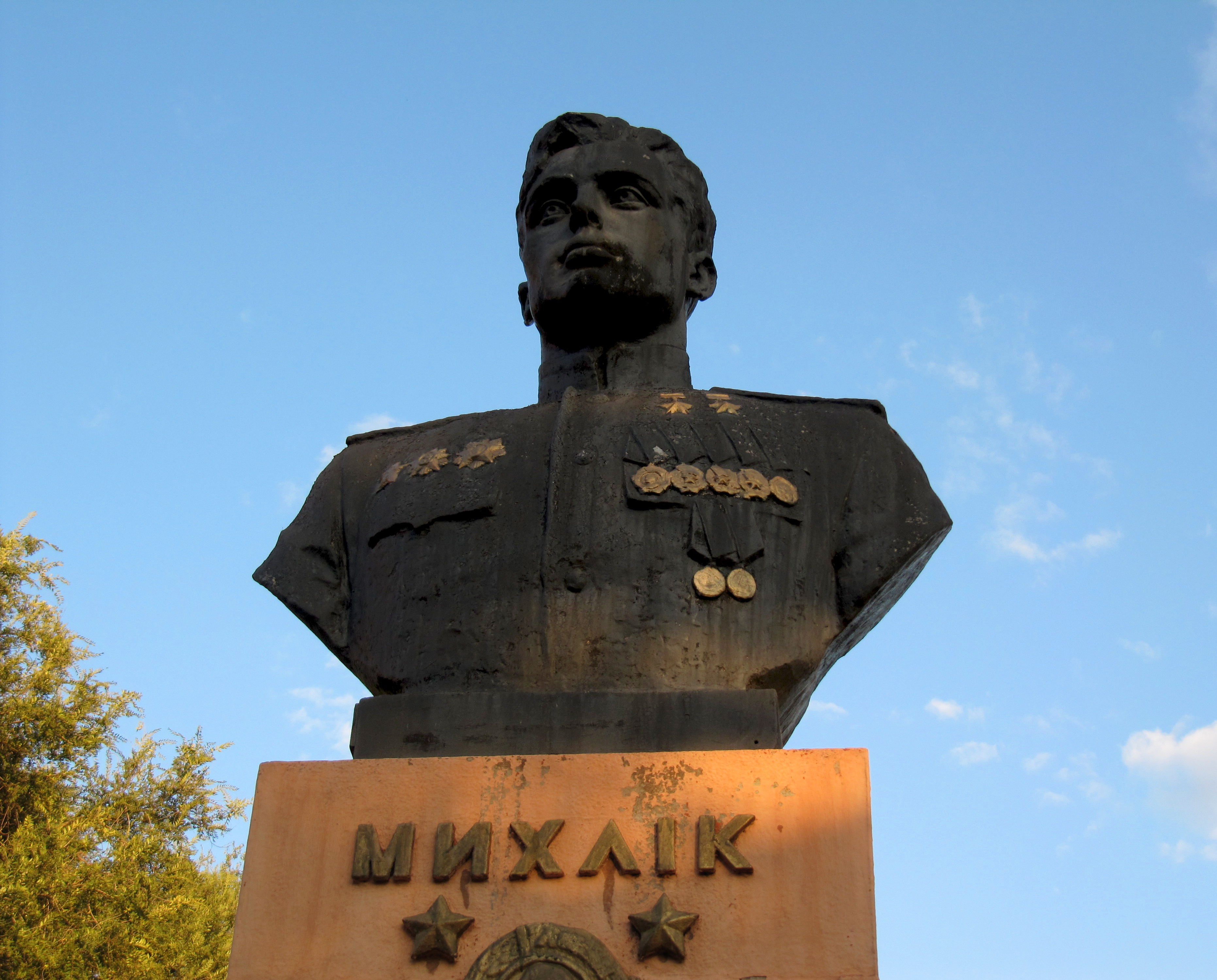
Памятник В. И. Мыхлику в Кривом Роге

- «Счастливое материнство» (гипс, 1937)[1]
- «Не забудем, не простим» (гипс, 1942)[1]
- «Литейщики» (барельеф — гипс, 1944)[1]
- «Сталевары» («Плавка стали», гипс тонированный, 1947)[1]
- «Мальчик с книгой» (цемент, 1952)[1]
- «Геологи» (цемент, 1952, установлена на Цимлянской ГЭС)[1]
- «В. И. Ленин с детьми» (горельеф — бронза, 1956)[1]
- «Будённовец на коне» (бронза, 1959)[1]
- «Первая жертва» (гипс тонированный, 1959—1960)[1]
- «Дружба народов» (гипс тонированный, 1962)[1]
- «Строительница» (гипс тонированный, 1964)[1]
- «За Москву» (гипс, 1965)[1]
- «Реквием» (гипс, 1966)[1]
- «Юность» («Любовь», тонированный, 1967)[1]

Портреты
- В. И. Ленин («В. И. Ленин и А. М. Горький» — гипс тонированный, 1938; алюминий, 1967; гипс, 1971; фигура — алюминий, 1967, варианты — алюминий, 1968, 1969, 1970 и 1971)[1]
- Вице-адмирал Н. Г. Кузнецов (гипс, 1940, Центральный военно-морской музей)[1]
- Маршал Советского Союза С. К. Тимошенко (гипс — 1940, конный, 1941)[1]
- Народный артист СССР В. О. Топорков (гипс тонированный, 1944)[1]
- Дважды Герой Советского Союза В. И. Мыхлик (гипс, 1944)[1]
- Дважды Герой Советского Союза Г. М. Мыльников (гипс, 1945)[1]
- «Мужской портрет» (гипс тонированный, 1945)[1]
- И. Е. Репин (фигура — гипс, 1946)[1]
- «Молодой сталевар» (гипс, 1949)[1]
- «Литейщик» (гипс тон., 1959—1960, Харьковский художественный музей)[1]
- Герой Гражданской войны А. Я. Пархоменко (мрамор — 1968, конный, 1969)[1]

Памятники
- «Воин Красной армии» (гипс, 1942, Саратов)[1]
- Русским изобретателям Е. А. и М. Е. Черепановым (бронза, гранит, 1956, Нижний Тагил, в соавторстве с архитектором А. В. Сотниковым)[1] — объект культурного наследия федерального значения
- С. М. Кирову (бронза, гранит, 1959, Пятигорск, в соавторстве с архитектором А. В. Сотниковым)[1] — объект культурного наследия регионального значения
- Генералу армии И. Р. Апанасенко (бетон, 1960, Ставрополь)[1]

Памятники-бюсты дважды Героям Советского Союза
- Г. А. Речкалову (бронза, гранит, 1944, пос. Зайково, Свердловская область)[1]
- Г. М. Паршину (бронза, гранит, 1946, пос. Залегощь, Орловская область)[1]
- В. И. Мыхлику (бронза, гранит, 1949, Кривой Рог, Днепропетровская область, в соавторстве с архитектором Д. В. Савицким)
- А. И. Колдунову (бронза, гранит, 1950, п. Монастырщина, Смоленская область, в соавторстве с архитектором А. В. Сотниковым)[6]

Проекты памятников
- «Советская Конституция» (1938)[1]
- Героям советско-финляндской войны 1939 года (два варианта — 1941)[1]
- И. Е. Репину (1946)[1]
- Мореплавателю В. И. Берингу (1947)[1]
- Проект надгробий павшим в Великой Отечественной войне (модель — алюминий, цемент, 1966)[1]

Садово-парковая скульптура для Москвы
- «Тяжелоатлет» (гипс, 1952)[1]
- «Девушка у воды» (гипс, 1954, для фонтана)[1]
- «За мир» (цемент, 1956)[1]
- «Девушка с голубями» (цемент, 1958)[1]
- «Колхозница» (гипс, 1959)[1]
- «Эстафета мира» (чугун, 1963)[1]
- «Девочка с лисичкой» (цемент, 1964)[1]
- «Хлеб — соль» (цемент, 1965)[1]